# Ordnungspolizei
A Ordnungspolizei (alemão: [ˈɔʁdnʊŋspoliˌtsaɪ]), abreviado Orpo, que significa "Polícia da Ordem", foi a força policial uniformizada na Alemanha Nazista de 1936 a 1945.  A organização Orpo foi absorvida pelo monopólio nazista de poder depois que a jurisdição policial regional foi removida em favor do governo central nazista ("Reich-ificação", Verreichlichung, da polícia). A Orpo era controlada nominalmente pelo Ministério do Interior, mas as suas funções executivas cabiam à liderança das SS até ao final da Segunda Guerra Mundial.  Devido aos seus uniformes verdes, a Orpo também era conhecida como Grüne Polizei (Polícia Verde). A força foi estabelecida inicialmente como uma organização centralizada que une a polícia uniformizada municipal, municipal e rural, organizada estado por estado. 
A Ordnungspolizei abrangia praticamente todas as organizações de aplicação da lei e resposta a emergências da Alemanha Nazista, incluindo bombeiros, guarda costeira e defesa civil. No período pré-guerra, Heinrich Himmler, chefe das SS, e Kurt Daluege, chefe da Polícia da Ordem, cooperaram na transformação da força policial da República de Weimar em formações militarizadas prontas para servir os objetivos de conquista e aniquilação racial do regime. As tropas policiais foram inicialmente formadas em formações do tamanho de batalhões para a invasão da Polônia, onde foram destacadas para fins de segurança e policiamento, participando também em execuções e deportações em massa.  Durante a Segunda Guerra Mundial, a força teve a tarefa de policiar a população civil dos países ocupados e colonizados a partir da primavera de 1940.  As atividades de Orpo escalaram para o genocídio com a invasão da União Soviética, Operação Barbarossa. Vinte e três batalhões da Polícia da Ordem, formados em regimentos independentes ou ligados às divisões de segurança da Wehrmacht e aos Einsatzgruppen, perpetraram assassinatos em massa no Holocausto e foram responsáveis por crimes generalizados contra a humanidade e genocídio contra a população civil.

## História
Heinrich Himmler, chefe das SS, foi nomeado Chefe da Polícia Alemã no Ministério do Interior em 17 de junho de 1936, depois que Hitler anunciou um decreto que deveria "unificar o controle das funções policiais no Reich".  Tradicionalmente, a aplicação da lei na Alemanha era uma questão estatal e local. Nesta função, Himmler estava nominalmente subordinado ao Ministro do Interior Wilhelm Frick. No entanto, o decreto subordinou efetivamente a polícia às SS. Himmler ganhou autoridade à medida que todas as agências uniformizadas de aplicação da lei da Alemanha foram amalgamadas na nova Ordnungspolizei, cujo escritório principal passou a ser ocupado por oficiais das SS. 
A polícia foi dividida em Ordnungspolizei (Orpo ou polícia da ordem) e Sicherheitspolizei (SiPo ou polícia de segurança), que foi criada em junho de 1936.  O Orpo assumiu funções de aplicação da lei uniformizada regular, enquanto o SiPo consistia no segredo polícia estadual (Geheime Staatspolizei ou Gestapo) e polícia de investigação criminal (Kriminalpolizei ou Kripo). A Kriminalpolizei era um corpo de detetives profissionais envolvidos no combate ao crime e a tarefa da Gestapo era combater a espionagem e a dissidência política. Em 27 de setembro de 1939, o serviço de segurança SS, o Sicherheitsdienst (SD) e o SiPo foram incorporados ao Escritório Central de Segurança do Reich (Reichssicherheitshauptamt ou RSHA). O RSHA simbolizava a estreita ligação entre a SS (uma organização partidária) e a polícia (uma organização estatal).  
Em termos gerais, Himmler buscou a fusão das SS e da polícia em uma forma de "Corpo de Proteção do Estado" (Staatsschutzkorps), e usou o alcance expandido que os poderes policiais lhe deram para perseguir oponentes ideológicos e "indesejáveis" do regime nazista, como os judeus, maçons, igrejas, homossexuais, Testemunhas de Jeová e outros grupos definidos como "associais". A concepção nazista de criminalidade era racial e biológica, sustentando que os traços criminosos eram hereditários e deveriam ser exterminados para purificar o sangue alemão. Como resultado, até mesmo criminosos comuns foram enviados para campos de concentração para removê-los da comunidade racial alemã (Volksgemeinschaft) e, por fim, exterminá-los. 
A Polícia da Ordem desempenhou um papel central na execução do Holocausto. Por "tanto profissionais de carreira como reservistas, tanto em formações de batalhão como em serviço distrital" (Einzeldienst), através do fornecimento de homens para as tarefas envolvidas. 

## Organização
A Polícia da Ordem Alemã cresceu para 244.500 homens em meados de 1940.  O Orpo estava sob o controle geral do Reichsführer-SS Himmler como Chefe da Polícia Alemã no Ministério do Interior. Foi inicialmente comandado pelo SS-Oberstgruppenführer und Generaloberst der Polizei Kurt Daluege. Em maio de 1943, Daluege teve um ataque cardíaco fulminante e foi afastado do serviço.  Ele foi substituído pelo SS-Obergruppenführer und General der Waffen-SS und der Polizei Alfred Wünnenberg, que serviu até o final da guerra. Em 1941, o Orpo foi dividido nos seguintes escritórios, cobrindo todos os aspectos da aplicação da lei alemã.

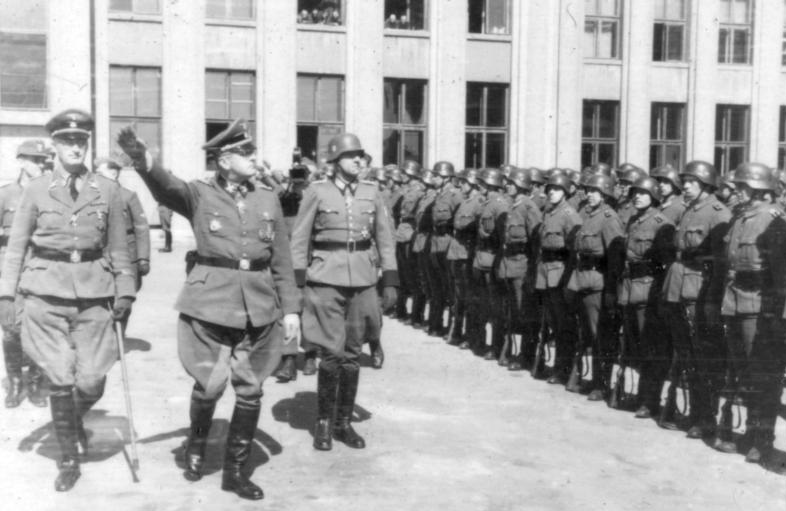
Ordnungspolizei em Minsk, Reichskommissariat Ostland, Weißruthenien, 1943

O escritório de comando central conhecido como Ordnungspolizei Hauptamt estava localizado em Berlim. A partir de 1943 foi considerado um comando completo do Quartel-General da SS.  A sede da Orpo era composta pelo Departamento de Comando (Kommandoamt), responsável pelas finanças, pessoal e assistência médica; Administrativo (Verwaltung) encarregado de salários, pensões e licenças; Econômico (Wirtschaftsverwaltungsamt); Serviço Técnico de Emergência (Technische Nothilfe); Departamento de Bombeiros (Feuerwehren); Polícia Colonial (Kolonialpolizei); e Academia de Formação Técnica das SS e da Polícia (Technische SS-und Polizeiakademie). 

### Ramos
- Polícia Administrativa (Verwaltungspolizei) era o ramo administrativo do Orpo e tinha autoridade de comando geral para todas as delegacias de polícia do Orpo. A Verwaltungspolizei também era o escritório central de manutenção de registros e a autoridade de comando para grupos civis de aplicação da lei, que incluíam a Gesundheitspolizei (polícia de saúde), Gewerbepolizei (polícia comercial ou comercial) e a Baupolizei (polícia de construção). Nas principais cidades, Verwaltungspolizei, Schutzpolizei e Kriminalpolizei seriam organizadas numa administração policial conhecida como Polizeipräsidium ou Polizeidirektion, que tinha autoridade sobre estas forças policiais no distrito urbano.
- Polícia de Proteção do Estado (Schutzpolizei), polícia estadual uniformizada nas cidades e na maioria das grandes cidades, que incluía funções de delegacia de polícia (Revierdienst) e unidades policiais em quartéis para motins e segurança pública (Kasernierte Polizei).
- Polícia de Proteção Municipal (Gemeindepolizei), [14] polícia municipal uniformizada em cidades menores e em algumas cidades grandes. Embora totalmente integrado no sistema Ordnungspolizei, os seus policiais eram funcionários públicos municipais. A aplicação da lei civil nas cidades com polícia de proteção municipal não era feita pela Verwaltungspolizei, mas por funcionários municipais. Até 1943 também tinham departamentos municipais de investigação criminal, mas nesse ano, todos esses departamentos com mais de 10 detetives, foram integrados na Kripo.
- Polícia Rural (Gendarmerie) foi encarregada de aplicar a lei nas fronteiras para incluir pequenas comunidades, distritos rurais e terrenos montanhosos. Com o desenvolvimento de uma rede de autoestradas ou Autobahnen, empresas de gendarmaria motorizada foram criadas em 1937 para proteger o tráfego.
- Polícia de Trânsito (Verkehrspolizei) era a agência de aplicação da lei de trânsito e administração de segurança rodoviária da Alemanha. A organização patrulhou as estradas da Alemanha (exceto as autoestradas que eram controladas pela Gendarmaria Motorizada) e respondeu a acidentes graves. A Verkehrspolizei também era o principal serviço de escolta para altos líderes nazistas que viajavam grandes distâncias de automóvel.
- Polícia de Proteção da Água (Wasserschutzpolizei) equivalia à guarda costeira e à polícia fluvial. Encarregado da segurança dos rios, portos e vias navegáveis interiores da Alemanha, o grupo também tinha autoridade sobre as SS-Hafensicherungstruppen ("tropas de segurança portuária"), que eram unidades Allgemeine-SS designadas como pessoal de segurança portuária.
- Bombeiros (Feuerschutzpolizei) [14] consistia em todos os corpos de bombeiros profissionais sob uma estrutura de comando nacional.

### Hilfspolizei
- O Orpo Hauptamt também tinha autoridade sobre os Freiwillige Feuerwehren, os bombeiros civis voluntários locais. No auge da Segunda Guerra Mundial, em resposta aos pesados bombardeios contra as cidades alemãs, a Feuerschutzpolizei e a Freiwillige Feuerwehren combinadas contavam com quase dois milhões de membros.
- Polícia de Proteção Contra Ataques Aéreos (Luftschutzpolizei) foi o serviço de proteção civil encarregado da defesa antiaérea e do resgate de vítimas de bombardeios em conexão com o Technische Nothilfe (Serviço Técnico de Emergência) e o Feuerschutzpolizei (corpos de bombeiros profissionais). Criado como Serviço de Segurança e Assistência (Sicherheits und Hilfsdienst) em 1935, foi renomeado como Luftschutzpolizei em abril de 1942. A rede antiaérea foi apoiada pelo Reichsluftschutzbund (Associação do Reich para Precauções contra Ataques Aéreos)uma organização controlada desde 1935 pelo Ministério da Aeronáutica sob o comando de Hermann Göring. O RLB criou uma organização de guardas antiaéreos responsáveis pela segurança de um edifício ou grupo de casas.
- Corpo Técnico de Emergência (Technische Nothilfe; TeNo) era um corpo de engenheiros, técnicos e especialistas em obras. O TeNo foi criado em 1919 para manter os serviços públicos e as indústrias essenciais funcionando durante a onda de greves. A partir de 1937, o TeNo tornou-se um corpo técnico auxiliar da polícia e foi absorvido pelo Orpo Hauptamt. Em 1943, o TeNo tinha mais de 100.000 membros.
- Corpo de Bombeiros Voluntários (Feuerwehren), bombeiros voluntários, bombeiros recrutados e bombeiros industriais eram policiais auxiliares subordinados à Ordnungspolizei.
- Proteção de Rádio (Funkschutz) era composto por pessoal de segurança SS e Orpo designado para proteger as estações de transmissão alemãs de ataques e sabotagem. O Funkschutz também foi o principal serviço de investigação que detectou recepção ilegal de transmissões de rádio estrangeiras.
- Polícia de Emergência Urbana e Rural (Stadt- und Landwacht) criado em 1942 como reserva policial de meio período. Abolido em 1945 com a criação da Volkssturm.
- Polícia Auxiliar (Schutzmannschaft) foi a polícia auxiliar colaboracionista na Europa Oriental ocupada.

### Sonderpolizei
Os Sonderpolizei eram as autoridades policiais especiais não subordinadas ao Hauptamt Ordnungspolizei ou ao Reichssicherheitshauptamt: 
- Reichsbahnfahndungsdienst, o "serviço ferroviário de investigação criminal", subordinado ao Deutsche Reichsbahn.
- Bahnschutzpolizei (Polícia de proteção ferroviária), subordinada ao Deutsche Reichsbahn.
- SS-Bahnschutz substituiu a Bahnschutzpolizei dentro do território do Reich a partir de 1944.
- A Proteção Postal (Postschutz) compreendia cerca de 45.000 membros e era encarregada da segurança do Reichspost da Alemanha, que era responsável não apenas pelo correio, mas por outros meios de comunicação, como os sistemas telefônicos e telegráficos.
- SS-Postchutz; criado com a transferência do Postschutz do Reichministry of Post para o Allgemeine-SS em 1942.
- Serviço de Proteção Florestal, (Forstschutzkommando) sob o Reichsforstamt.
- Jagdpolizei (Polícia de Caça), subordinada ao Reichsforstamt . Foi amplamente exercido através da Deutsche Jägerschaft.
- Zollgrenzschutz (Guarda de Fronteira Aduaneira), exercido através da Guarda de Fronteira e das Autoridades Aduaneiras do Ministério das Finanças.
- Flurschutzpolizei (Polícia Agrícola de Campo), subordinada ao Ministério da Agricultura.
- A polícia de proteção de fábrica (Werkschutzpolizei) era a guarda de segurança da Alemanha nazista. Seu pessoal eram civis empregados por empresas industriais e normalmente recebiam uniformes paramilitares. Em última análise, eles estavam subordinados ao Ministério da Aviação.
- Deichpolizei (Polícia de Barragens e Diques), subordinada ao Ministério da Economia.
- Hafenpolizei (Polícia Portuária) subordinada ao Ministério dos Transportes.

## Batalhões de polícia

### Invasão da Polônia

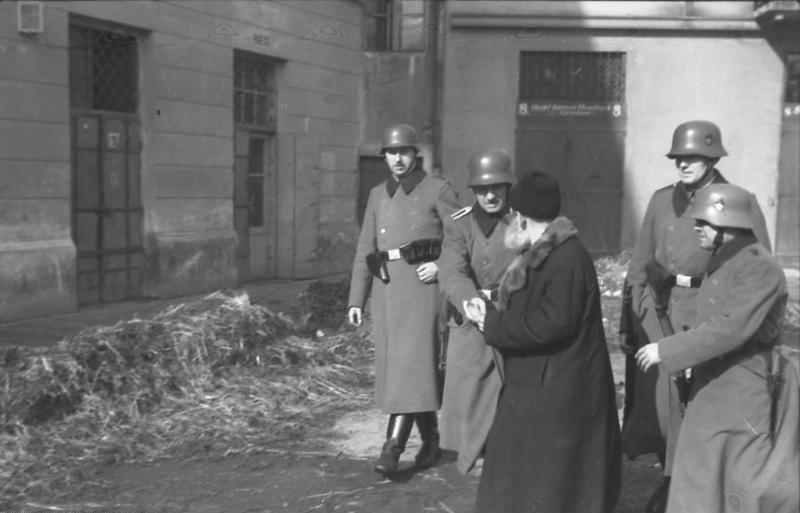
Ordnungspolizei conduzindo uma incursão (razzia) no gueto de Cracóvia, 1941.

Entre 1939 e 1945, a Ordnungspolizei manteve formações militares, treinadas e equipadas pelos principais escritórios de polícia da Alemanha.   As funções específicas variaram amplamente de unidade para unidade e de um ano para outro.  Geralmente, a Polícia da Ordem não estava diretamente envolvida no combate da linha de frente,  exceto nas Ardenas em maio de 1940, e no Cerco de Leningrado em 1941.  As primeiras 17 formações de batalhão (a partir de 1943 renomeadas SS-Polizei-Bataillone) foram implantadas pela Orpo em setembro de 1939 junto com o exército da Wehrmacht na invasão da Polônia.  Os batalhões guardavam prisioneiros de guerra poloneses atrás das linhas alemãs e expulsavam os poloneses do Reichsgaue sob a bandeira do Lebensraum.  Eles também cometeram atrocidades contra as populações católica e judaica como parte dessas “ações de reassentamento”.  Depois que as hostilidades cessaram, os batalhões – como o Batalhão de Polícia da Reserva 101 – assumiram o papel de forças de segurança, patrulhando os perímetros dos guetos judeus na Polónia ocupada pelos alemães (as questões de segurança interna do gueto eram geridas pelas SS, SD, e pela Polícia Criminal, em conjunto com a administração do gueto judeu). 

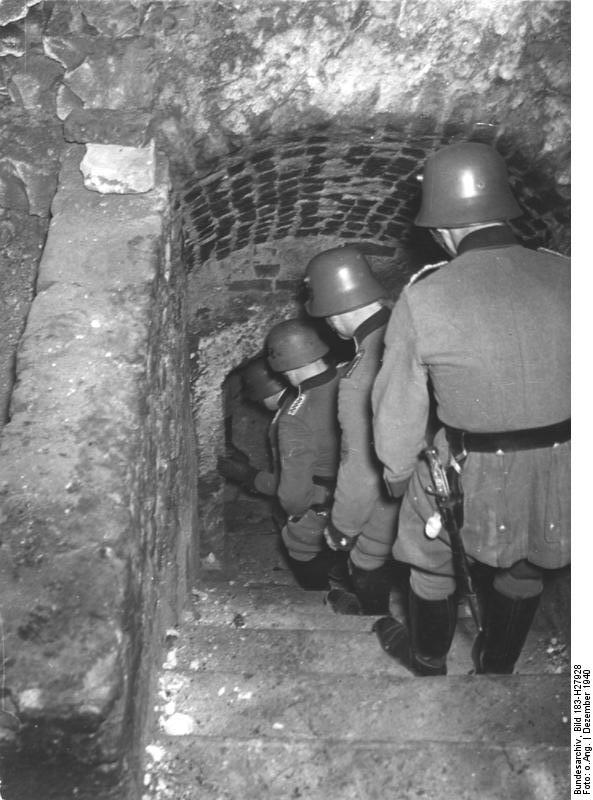
Orpo descendo aos porões para uma caça aos judeus em Lublin, dezembro de 1940. O Gueto de Lublin foi criado em março de 1941

Cada batalhão consistia em aproximadamente 500 homens armados com armas leves de infantaria.  No leste, cada empresa também contava com um destacamento de metralhadoras pesadas.  Administrativamente, os batalhões de polícia permaneceram sob o comando do chefe de polícia Kurt Daluege, mas operacionalmente estavam sob a autoridade dos SS regionais e dos líderes da polícia (SS- und Polizeiführer), que reportavam uma cadeia de comando separada diretamente ao Reichsführer-SS Heinrich Himmler.  Os batalhões foram utilizados para diversas funções auxiliares, incluindo as chamadas operações antipartidárias, apoio às tropas de combate e construção de obras de defesa (ou seja, Muralha Atlântica).  Alguns deles concentraram-se em funções de segurança tradicionais como força de ocupação, enquanto outros estiveram diretamente envolvidos em ações destinadas a infligir terror e no Holocausto que se seguiu.  Embora fossem semelhantes à Waffen-SS, não faziam parte das trinta e oito divisões da Waffen-SS, e não devem ser confundidas com elas, incluindo a 4ª Divisão SS Polizei Panzergrenadier nacional.  Os batalhões foram originalmente numerados em séries de 1 a 325, mas em fevereiro de 1943 foram renomeados e renumerados de 1 a cerca de 37,  para distingui-los dos batalhões auxiliares da Schutzmannschaft recrutados entre a população local nas áreas ocupadas pelos alemães. 

### Invasão da União Soviética

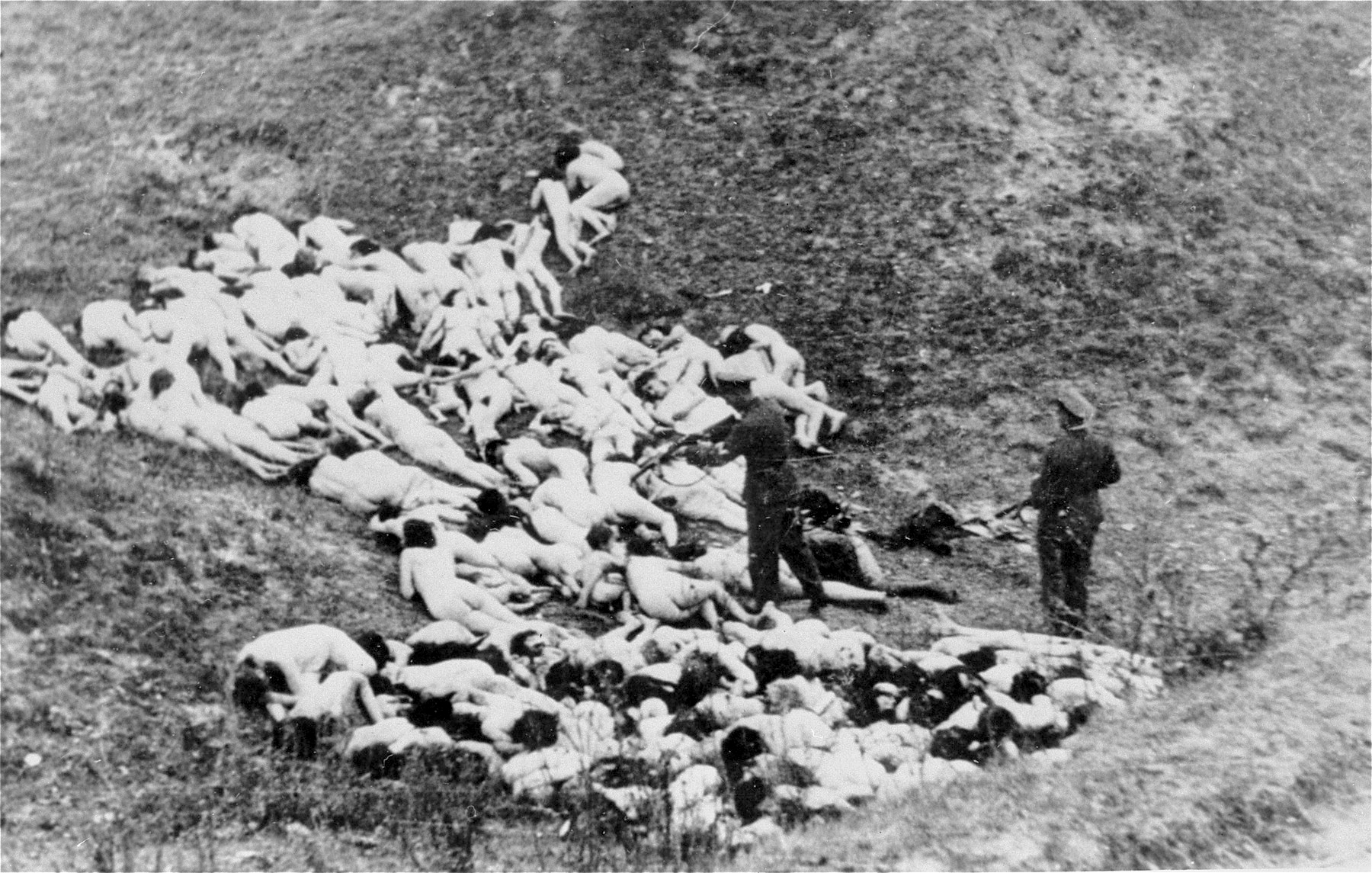
Membros da Ordnungspolizei atirando em mulheres e crianças nuas durante o Holocausto.

Os batalhões da Polícia da Ordem, operando de forma independente e em conjunto com os Einsatzgruppen, tornaram-se parte integrante da Solução Final nos dois anos que se seguiram ao ataque à União Soviética em 22 de junho de 1941, Operação Barbarossa. O primeiro assassinato em massa de 3.000 judeus pelo Batalhão de Polícia 309 ocorreu na ocupada Białystok em 12 de julho de 1941.  Os batalhões de polícia fizeram parte da primeira e segunda onda de assassinatos em – nos territórios da Polônia anexados pela União Soviética e também durante as operações de assassinato dentro das fronteiras da URSS em 1939, seja como parte de regimentos da Polícia da Ordem, ou como unidades separadas reportando-se diretamente aos SS locais e aos líderes da polícia.  Eles incluíam o Batalhão de Polícia de Reserva 101 de Hamburgo, o Batalhão 133 da Polícia da Ordem de Nuremberg, os Batalhões de Polícia 45, 309 de Colônia e 316 de Bottrop - Oberhausen.  As suas operações de assassinato suportaram o impacto do Holocausto à bala na Frente Oriental.  Imediatamente após a Segunda Guerra Mundial, este último papel foi obscurecido tanto pela falta de provas judiciais quanto pela ofuscação deliberada, enquanto a maior parte do foco estava nos mais conhecidos Einsatzgruppen ("Grupos operacionais") que reportavam ao Reichssicherheitshauptamt (RSHA) sob Reinhard Heydrich. 
Os batalhões da Polícia da Ordem envolvidos em operações de matança direta foram responsáveis por pelo menos 1 milhão de assassinatos.  A partir de 1941, os batalhões e as unidades locais da Polícia da Ordem ajudaram a transportar judeus dos guetos na Polônia e na URSS (e em outros lugares da Europa ocupada) para os campos de concentração e extermínio, bem como em operações para caçar e assassinar judeus fora dos guetos.  A Polícia da Ordem foi uma das duas fontes primárias de onde os Einsatzgruppen extraíram pessoal de acordo com as necessidades de mão de obra (sendo a outra a Waffen-SS). 
Em 1942, a maioria dos batalhões policiais foram reconsolidados em trinta SS e Regimentos Policiais. Essas formações destinavam-se ao serviço de segurança da guarnição, funções antipartidárias e ao apoio às unidades da Waffen-SS na Frente Oriental. Notavelmente, a polícia militar regular da Wehrmacht (Feldgendarmerie e Geheime Feldpolizei) era separada da Ordnungspolizei.

## Divisão de Polícia Waffen-SS

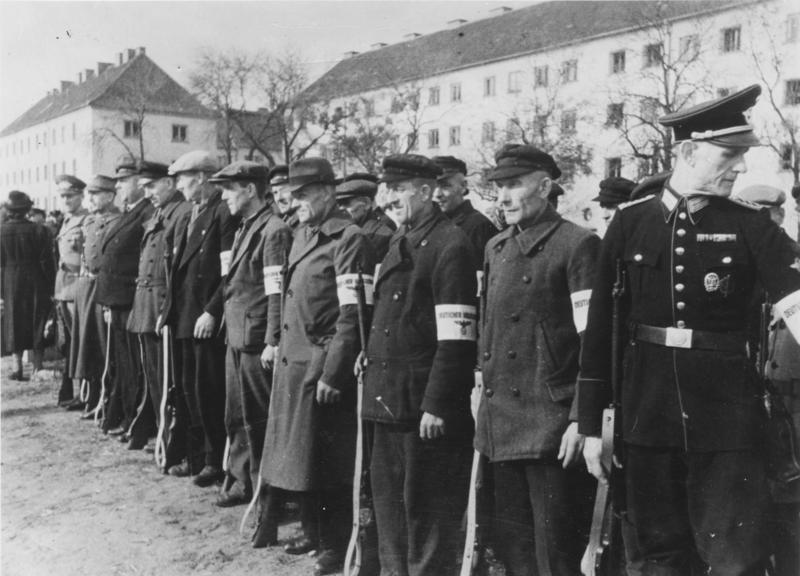
21 de outubro de 1944. Uma fotografia da SS Propaganda Company da Volkssturm armada; um homem uniformizado de Orpo é mostrado na extremidade direita da linha.

O principal braço de combate da Ordnungspolizei era a Divisão SS Polizei da Waffen-SS. A divisão foi formada em outubro de 1939, quando milhares de membros do Orpo foram convocados e colocados junto com unidades de artilharia e sinalização transferidas do exército.  A divisão consistia em quatro regimentos policiais compostos por pessoal da Orpo e era normalmente usada para rotacionar membros da polícia para uma situação militar, de modo a não perder pessoal policial para o recrutamento geral da Wehrmacht ou para todas as divisões SS do regular. Waffen-SS . Muito tarde na guerra, vários regimentos da Polícia SS Orpo foram transferidos para a Waffen-SS para formar a 35ª Divisão de Granadeiros da Polícia SS. Unidades Cossack Orpo foram incluídas no XV Corpo de Cavalaria Cossaco SS com outras unidades para formar nominalmente a 2ª Divisão Cossaca.

## Relações entre a Orpo e a SS

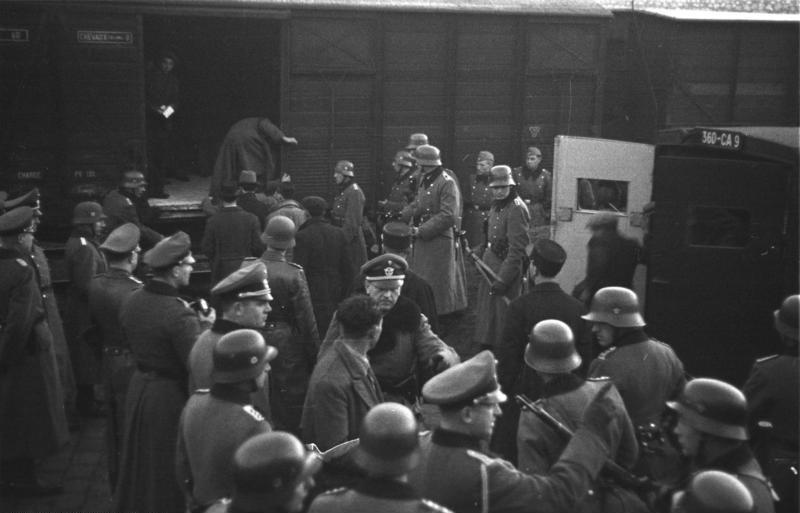
Tropas dos Batalhões de Polícia SS carregam judeus em vagões de carga em Marselha, França, em janeiro de 1943.

No início da Segunda Guerra Mundial, em 1939, as SS tinham efectivamente obtido o controlo operacional completo sobre a Polícia Alemã, embora exteriormente as SS e a Polícia ainda funcionassem como entidades separadas. A Ordnungspolizei manteve seu próprio sistema de insígnias e fileiras Orpo, bem como uniformes policiais distintos. De acordo com uma diretriz da SS conhecida como "Decreto de Paridade de Classificação", os policiais eram altamente incentivados a ingressar na SS e, para aqueles que o faziam, uma insígnia especial da polícia conhecida como Runas de Membro da SS para Polícia da Ordem era usada no bolso do peito do uniforme policial.
Em 1940, a prática padrão na Polícia Alemã era conceder um posto SS equivalente a todos os generais da polícia. Os generais da polícia que eram membros da SS eram referidos simultaneamente por ambos os títulos. – por exemplo, um Generalleutnant da Polícia que também fosse membro da SS seria referido como SS Gruppenführer und Generalleutnant der Polizei . Em 1942, a filiação à SS tornou-se obrigatória para os generais da polícia, com a insígnia do colar SS (sobreposta ao forro verde da polícia) usada por todos os policiais com classificação de Generalmajor e acima.
A distinção entre a polícia e as SS praticamente desapareceu em 1943 com a criação das SS e dos Regimentos de Polícia, que foram consolidados a partir dos anteriores batalhões de segurança policial. Os oficiais SS agora comandavam rotineiramente as tropas policiais e os generais da polícia servindo no comando das tropas militares receberam um posto SS equivalente na Waffen-SS . Em agosto de 1944, quando Himmler foi nomeado Chef des Ersatzheeres (Chefe do Exército da Pátria), todos os generais da polícia receberam automaticamente o posto de Waffen-SS porque tinham autoridade sobre os campos de prisioneiros de guerra.